# François Jean Dominique Arago
François Jean Dominique Arago (katalonsko Francesc Joan Domènec Aragó), katalonsko-francoski fizik, astronom in politik, * 26. februar 1786, Estagel pri Perpignanu, vzhodni Pireneji, Francija, † 2. oktober 1853, Pariz.

## Življenje in delo
Arago je bil najstarejši od štirih bratov. Jean (1788-1836) je odšel v Severno Ameriko in postal general v mehiški vojski. Jacques Etienne Victor (1799-1855) je sodeloval v de Freycinetovi raziskovalni odpravi v letih od 1817 do 1821. Po vrnitvi v Francijo se je posvetil novinarstvu in dramatiki. Četrti brat Etienne Vincent de (1802-1892) je sodeloval z Balzacom v Dedinji iz Biragua in je med letoma 1822 do 1847 napisal veliko lahkotnih dramskih del, večinoma v sodelovanju z drugimi.
Arago se je ukvarjal s številnimi področji. Prav zaradi svojega širokega talenta pa nemara na nobenem ni napravil prvorazrednega odkritja. Nameraval je stopiti v vojsko. Najprej so ga poslali v mestni kolidž v Perpignanu, kjer je začel študirati matematiko kot pripravo na študij na politehniki. Tukaj je dve leti in pol pokazal izreden dar. Od leta 1803 je študiral na École Polytechnique v Parizu za topniško službo. Leta 1804 je po Poissonovem priporočilu postal tajnik Observatorija v Parizu. Tedaj je spoznal Laplaca. Na Laplacovo pobudo je pomagal pri merjenjih poldnevniškega (meridijanskega) loka. Z Biotom je od leta 1806 dalje opravil mnogo točnih geodetskih meritev v Franciji in Španiji. Meritve je začel že Delambre, po Méchainovi smrti leta 1804 pa so jih prekinili. V tistem času so Španci vodili zagrizeno gverilsko vojno proti Napoleonu, tako da se je odprava nekajkrat le za las rešila in bi se te dogodivščne brale kot napeta pustolovska zgodba. Ko sta izmerila dolžino poldnevniškega loka otoka Fortmentere v Balearskem otočju, se je Biot vrnil v Pariz.
S 23. leti so Aragoja leta 1809 izvolili za člana Francoske akademije znanosti (Académie des sciences) in istega leta je postal profesor za analitično geometrijo in geodezijo na École Polytechnique, kjer je nasledil de Lalanda. Tu se je začel ukvarjati s fiziko svetlobe. Sprva je podpiral delčno, kasneje pa valovno teorijo in s tem izgubil Biotovo prijateljstvo. Zaradi svojih raziskovalnih sposobnosti je leta 1843 postal deveti predstojnik Observatorija v Parizu. Nasledil ga je Le Verrier.
Ko je zvedel za Ørstedov poskus, je raziskal še nekatere magnetne učinke in značilnosti električnega toka. Znan je Aragojev poskus v katerem se vrti z isto smerjo deklinacijska magnetna igla, ki je postavljena nad vodoravno kovinsko ploščo, če se le-ta vrti okoli svoje navpične osi. Takrat še niso poznali pojav elektromagnetne indukcije in je poskušal Arago ta pojav pojasniti s pomočjo magnetizma, ki ga povzroča vrtenje. Pokazal je tudi, da bakrena žica, po kateri teče električni tok, privlači nenamagnetene železne opilke, in da lahko tok magneti tudi nemagnetno železo. To je pomenilo, da je žica, po kateri teče električni tok, pravi magnet. S tem je pokazal tudi, da magnetna sila ni vezana izključno na železo.
Aragojeve raziskave leta 1838 so močno utrdile prepričanje o valovni teoriji svetlobe, po kateri se svetloba upočasni pri prehodu iz optično redkejše v optično gostejšo snov. O domnevni transverzalni naravi širjenja svetlobe mu je pisal Young. Opozoril je Fresnela, ki je matematično razvijal valovno teorijo, na pomembne Youngove poskuse. Ko pa je Fresnel privzel Youngov predlog, da je treba svetlobo obravnavati kot prečno in ne vzdolžno valovanje, mu Arago ni upal več slediti, in se je umaknil. Odkril je, da nekateri kristali sukajo polarizacijsko ravnino polarizirane svetlobe, in skupaj s Fresnelom opisal značilnosti polarizirane svetlobe. Po odkritju fotografije leta 1839 je uvidel njen pomen v astronomiji in jo praktično začel uporabljati. Napisal je več del o polarni svetlobi, o utripanju zvezd in o elektromagnetizmu. Našel je zvezo med polarnim sijem in spremembami zemljinega magnetizma. Le Verrierja je opozoril, da bi bilo potrebno gibanje Merkurja natančneje preučiti, kar je Le Verrier tudi storil in ni mogel rešiti problema. Nekaj mesecev preden je septembra leta 1845 Adams končal s svojimi računi lege novega sedmega planeta je Arago predlagal Le Verrierju, da razišče možnost obstoja neznanega planeta, ki bi povzročal motnje v gibanju Urana. Le Verrier se je dela neodvisno lotil na povsem drugačen način kot Adams, kar je vodilo do odkritja Neptuna.
S svojo energijo je Arago posegel tudi v politiko. Bil je zavzet in goreč republikanec in liberalni reformator. Leta 1830 in 1848 je sodeloval v revolucijah. Leta 1848 je postal celo minister. Ko se je leta 1852 Ludovik Napoleon okronal za cesarja Napoleona III. in zahteval od svojih podložnikov prisego zvestobe, je Arago takoj odstopil s svojega položaja na Observatoriju. Vendar novi cesar ni sprejel odstopa, pa tudi glede prisege je popustil.

## Priznanja

### Nagrade
Leta 1825 mu je Kraljeva družba za dosežke v znanosti kot prvemu Francozu podelila Copleyjevo medaljo.

### Poimenovanja
Po njem se imenujejo kraterja na Luni (Arago), na Marsu (Arago) in asteroid glavnega pasu 1005 Arago.